# Misaele Draunibaka
Misaele Draunibaka (6 aprile 1992) è un calciatore figiano, centrocampista del Rewa.

## Carriera

### Club
Ha giocato nel 2010 al Labasa. Nel 2012 ha firmato un contratto con il Rewa.

### Nazionale
Ha debuttato in Nazionale il 6 giugno 2012 nella partita pareggiata per 1-1 contro la Papua Nuova Guinea, valida per le qualificazioni ai Mondiali 2014.